# 加古郡
- 令制国一覧 > 山陽道 > 播磨国 > 加古郡
- 日本 > 近畿地方 > 兵庫県 > 加古郡

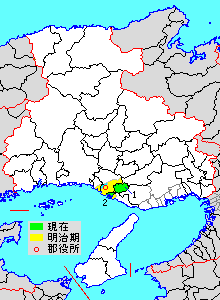
兵庫県加古郡の位置（1.稲美町 2.播磨町 水色：後に他郡から編入した区域）

加古郡（かこぐん）は、兵庫県（播磨国）の郡。風土記では賀古郡と書かれた。
人口63,531人、面積44.05km²、人口密度1,442人/km²。（2025年2月1日、推計人口）
以下の2町を含む。
- 稲美町（いなみちょう）
- 播磨町（はりまちょう）

## 郡域
1879年（明治12年）に行政区画として発足した当時の郡域は、上記2町のほか、下記の区域にあたる。基本的に加古川の河口左岸が加古郡、右岸が印南郡である。
神戸市に近い地域で都市化が進んでおり田園との複合地域である。
- 加古川市の東部（加古川町本町・加古川町木村・加古川町西河原・加古川町友沢・加古川町稲屋・上荘町国包を除く加古川以南）
- 高砂市の高砂町各町・荒井町各町
- 明石市の二見町各町

## 歴史

### 近世以降の沿革
- 「旧高旧領取調帳」に記載されている明治初年時点での支配は以下の通り。●は村内に寺社領が、○は寺社除地[2]が存在。（2町97村）

| 知行 | 知行       | 村数     | 村名 |
| ---- | ---------- | -------- | --- |
| 藩領 | 播磨姫路藩 | 2町 93村 | 宗佐村、○野村、野新村、草谷村、下草谷村、野谷新村、野寺村、蛸草新村、○岡村、出新村、印南新村新田、○国安村、六分一村、野際新村、森安村、幸竹新村、中村、北山村、国岡新村、加古新村、下村、船町村、上西条村、中西条村、下西条村、●手末村、二塚村、石守村、西之山村、福留村、横市新村、中一色村、和田新村、高畑村、西谷新村、土山村、●○野添村、●○古宮村、○東本庄村、●○西本庄村、宮北村、東中野村、大沢村、●古向村、中野村、山之上村、二俣村、新在家村、寺田新村、野辻新村、福沢新村、北野村、有増地新村、水足村、広岡新村、○大野村、大野新村、中津村、河原村、白新村新田、篠原村、○溝口村、間形村、大辻村、○寺家村、古大内村、二屋村、○一色村、八反田村、宮西村、西脇村、●別府村、坂井村、新野辺村、口里村、池田村、○長田村、安田村、●小安村、○長砂村、天王寺村、坂元村、細田村、北在家村、平野村、○寺家町、○粟津村、植田村、備後村、今福村、養田村、○高砂町、小松原村、荒井村、経田村 |
| 藩領 | 武蔵忍藩   | 4村      | ○二子村、福里村、●○東二見村、●西二見村 |

- 明治4年
  - 7月14日（1871年8月29日） - 廃藩置県により、藩領が姫路県、忍県の管轄となる。
  - 11月2日（1871年12月13日） - 第1次府県統合により、全域が姫路県の管轄となる。
  - 11月9日（1871年12月20日） - 飾磨県の管轄となる。
- 明治初年（2町88村）
  - 大辻村・寺家村が合併して野口村となる。
  - 天王寺村・細田村が合併して良野村となる。
  - このころ野新村が野村に合併（明治5 - 19年の間）。
  - 野際新村が六分一村に、有増地新村・白新村新田が北野村に、広岡新村が水足村に、小安村・植田村が北在家村にそれぞれ合併。
- 明治5年（1872年） - このころ出新村が岡村に合併。（2町87村）
- 明治9年（1876年）（2町79村）
  - 8月21日 - 第2次府県統合により兵庫県の管轄となる。
  - 手末村・二塚村が合併して神野村となる。
  - 東本庄村・西本庄村・宮北村が合併して本庄村となる。
  - 東中野村・大沢村が合併して大中村となる。
  - 古向村・経田村が合併して古田村となる。
  - 大野新村・間形村が合併して美乃利村となる。
  - 横市新村が福留村に、福沢新村が石守村にそれぞれ合併。
- 明治11年（1878年） - 備後村が分割して南備後村・北備後村となる。（2町80村）
- 明治12年（1879年）1月8日 - 郡区町村編制法の兵庫県での施行により、行政区画としての加古郡が発足。郡役所が寺家町に設置。
- 明治19年（1886年） - このころ寺田新村・野辻新村が新在家村に合併（明治19 - 22年の間）。（2町78村）

### 町村制以降の沿革

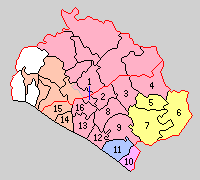
1.加古川町 2.氷丘村 3.神野村 4.八幡村 5.加古新村 6.母里村 7.天満村 8.野口村 9.平岡村 10.二見村 11.阿閇村 12.別府村 13.尾上村 14.高砂町 15.荒井村 16.鳩里村（桃：明石市 赤：加古川市 橙：高砂市 黄：稲美町 青：播磨町）

- 明治22年（1889年）4月1日 - 町村制の施行により、以下の町村が発足。特記以外は現・加古川市。郡役所の所在地が加古川町となる。（2町14村）
  - 加古川町 ← 寺家町、篠原村、印南郡加古川町
  - 氷丘村 ← 河原村、中津村、大野村、溝口村、美乃利村、平野村
  - 神野村 ← 神野村、西之山村、石守村、福留村、下西条村
  - 八幡村 ← 下村、中西条村、上西条村、船町村、宗佐村、野村
  - 加古新村（単独村制・現・稲美町）
  - 母里村 ← 蛸草新村、草谷村、下草谷村、野谷新村、印南新村新田、野寺村（現・稲美町）
  - 天満村 ← 中村、岡村、六分一村、国安村、森安村、幸竹新村、和田新村、北山村、国岡新村、中一色村（現・稲美町）
  - 野口村 ← 野口村、水足村、北野村、坂元村、良野村、長砂村、坂井村、二屋村、古大内村
  - 平岡村 ← 西谷新村、新在家村、二俣村、一色村、中野村、山之上村、高畑村、土山村、八反田村
  - 二見村 ← 東二見村、西二見村、福里村（現・明石市）
  - 阿閇村 ← 本庄村、二子村、野添村、古宮村、大中村、古田村、宮西村（現・播磨町）
  - 別府村 ← 別府村、新野辺村、西脇村
  - 尾上村 ← 長田村、口里村、池田村、安田村、今福村、養田村
  - 高砂町（単独町制[5]。現・高砂市）
  - 荒井村 ← 荒井村、小松原村（現・高砂市）
  - 鳩里村 ← 南備後村、北備後村、北在家村、粟津村、印南郡木村、西河原村、友沢村、稲屋村
- 明治29年（1896年）7月1日 - 郡制を施行。
- 大正12年（1923年）4月1日 - 郡会が廃止。郡役所は存続。
- 大正15年（1926年）7月1日 - 郡役所が廃止。以降は地域区分名称となる。
- 昭和2年（1927年）1月1日 - 二見村が町制施行して二見町となる。（3町13村）
- 昭和3年（1928年）11月15日 - 別府村が町制施行して別府町となる。（4町12村）
- 昭和4年（1929年）3月20日 - 鳩里村が加古川町に編入。（4町11村）
- 昭和12年（1937年）3月15日 - 氷丘村が加古川町に編入。（4町10村）
- 昭和23年（1948年）10月1日 - 加古新村が改称して加古村となる。
- 昭和25年（1950年）6月15日 - 加古川町・神野村・野口村・平岡村・尾上村が合併して加古川市が発足し、郡より離脱。（3町6村）
- 昭和26年（1951年）
  - 1月10日 - 二見町が明石市に編入。（2町6村）
  - 10月1日 - 別府町が加古川市に編入。（1町6村）
- 昭和29年（1954年）7月1日 - 高砂町・荒井村が印南郡曽根町・伊保村と合併して高砂市が発足し、郡より離脱。（5村）
- 昭和30年（1955年）
  - 3月31日 - 加古村・母里村・天満村が合併して稲美町が発足。（1町2村）
  - 4月1日 - 八幡村が加古川市に編入。（1町1村）
- 昭和37年（1962年）4月1日 - 阿閇村が町制施行・改称して播磨町となる。（2町）

### 変遷表
| 明治22年4月1日 | 明治22年 - 昭和9年            | 昭和10年 - 昭和19年            | 昭和20年 - 昭和29年            | 昭和30年 - 昭和39年            | 昭和40年 - 現在 | 現在     |
| -------------- | ----------------------------- | ------------------------------ | ------------------------------ | ------------------------------ | --------------- | -------- |
| 加古川町       | 加古川町                      | 加古川町                       | 昭和25年6月15日 加古川市       | 加古川市                       | 加古川市        | 加古川市 |
| 鳩里村         | 昭和4年3月20日 加古川町に編入 | 加古川町                       | 昭和25年6月15日 加古川市       | 加古川市                       | 加古川市        | 加古川市 |
| 氷丘村         | 氷丘村                        | 昭和12年3月15日 加古川町に編入 | 昭和25年6月15日 加古川市       | 加古川市                       | 加古川市        | 加古川市 |
| 神野村         | 神野村                        | 神野村                         | 昭和25年6月15日 加古川市       | 加古川市                       | 加古川市        | 加古川市 |
| 野口村         | 野口村                        | 野口村                         | 昭和25年6月15日 加古川市       | 加古川市                       | 加古川市        | 加古川市 |
| 平岡村         | 平岡村                        | 平岡村                         | 昭和25年6月15日 加古川市       | 加古川市                       | 加古川市        | 加古川市 |
| 尾上村         | 尾上村                        | 尾上村                         | 昭和25年6月15日 加古川市       | 加古川市                       | 加古川市        | 加古川市 |
| 別府村         | 昭和3年11月15日 町制 別府町   | 別府町                         | 昭和26年10月1日 加古川市に編入 | 加古川市                       | 加古川市        | 加古川市 |
| 八幡村         | 八幡村                        | 八幡村                         | 八幡村                         | 昭和30年4月1日 加古川市に編入  | 加古川市        | 加古川市 |
| 高砂町         | 高砂町                        | 高砂町                         | 昭和29年7月1日 高砂市          | 高砂市                         | 高砂市          | 高砂市   |
| 荒井村         | 荒井村                        | 荒井村                         | 昭和29年7月1日 高砂市          | 高砂市                         | 高砂市          | 高砂市   |
| 加古新村       | 加古新村                      | 加古新村                       | 昭和23年10月1日 改称 加古村    | 昭和30年3月31日 稲美町         | 稲美町          | 稲美町   |
| 母里村         | 母里村                        | 母里村                         | 母里村                         | 昭和30年3月31日 稲美町         | 稲美町          | 稲美町   |
| 天満村         | 天満村                        | 天満村                         | 天満村                         | 昭和30年3月31日 稲美町         | 稲美町          | 稲美町   |
| 阿閇村         | 阿閇村                        | 阿閇村                         | 阿閇村                         | 昭和37年4月1日 町制改称 播磨町 | 播磨町          | 播磨町   |
| 二見村         | 昭和2年1月1日 町制 二見町     | 二見町                         | 昭和26年1月10日 明石市に編入   | 明石市                         | 明石市          | 明石市   |

## 行政
歴代郡長
| 代 | 氏名 | 就任年月日               | 退任年月日                | 備考                   |
| -- | ---- | ------------------------ | ------------------------- | ---------------------- |
| 1  |      | 明治12年（1879年）1月8日 |                           |                        |
|    |      |                          | 大正15年（1926年）6月30日 | 郡役所廃止により、廃官 |